# 陸上自衛隊広報センター
陸上自衛隊広報センター（りくじょうじえいたいこうほうセンター、英語: Japan Ground Self-Defense Force Public Information Center）は、東京都と埼玉県にまたがる陸上自衛隊朝霞駐屯地の構内にある陸上自衛隊の博物館・広報施設である。マスコットキャラクターの「りっくん」から名前をとった「りっくんランド」という愛称でも呼ばれている。

## 概要
「見て、触れて、体感して」をコンセプトに、来館者に陸上自衛隊の広範なイメージを常続的かつ体系的に情報発信し、理解を得ることを目的として設立された。自衛隊の大規模広報施設としては長崎県佐世保市の海上自衛隊佐世保史料館・静岡県浜松市の航空自衛隊浜松広報館に次ぐ3番目の施設として、2002年4月に開館した。入館無料だが、入館時には氏名（代表者のみ）・年齢・性別の記入を求められる。
10式戦車や20式小銃をはじめ、地下指揮所を再現するなど陸上自衛隊の主な装備類の多くが展示されている。服装や装備品の体験コーナーや射撃シミュレーターなども置かれ疑似体験ができる。オープンシアターや3Dシアターでは通常の訓練風景や国際連合平和維持活動、災害派遣および自衛隊音楽まつり等の映像を上映している。
国道254号（川越街道）に面した朝霞駐屯地の朝霞門から入ってすぐ右手にある。館内の売店では、自衛隊に関係した菓子やグッズ等の土産品を購入できる。
2020年春に一時閉館してリニューアル工事を行い、最新鋭の16式機動戦闘車を展示するなど展示品の更新・移動が行われたが、工事完了後も新型コロナウイルス感染症の感染防止のために同年6月26日まで閉館していた。

### 民主党政権による有料化実験
民主党政権下の2009年には、行政刷新会議による事業仕分けにおいて、当時行政刷新担当大臣であった蓮舫が入場料の有料化を提案した。これが話題となり、それまで1週間で2600人ほどだった来館者数が約1.8倍の4700人にまで増加し、1日の来館者数が2000人を超える日も出るなど、注目を集めた。この影響もあり2010年7月23日には通算来館者数100万人を達成した。
有料化実験を実施する防衛省令は2010年11月1日から施行された。しかし有料化に伴い入場者数が激減したなどの理由から同実験は2011年2月1日付をもって終了し、その後は再び入館無料が続いている。

## 施設および展示品
展示車両等は、用途廃止車両として全国の駐屯地等に保管展示されていたものや試験期間の終わった試作車等である。試作車は部隊配備されている量産車とは細部が異なっている。

### 屋内展示
〔1階〕
- 16式機動戦闘車 (試作車)
- 偵察用オートバイ（カワサキKLX250）

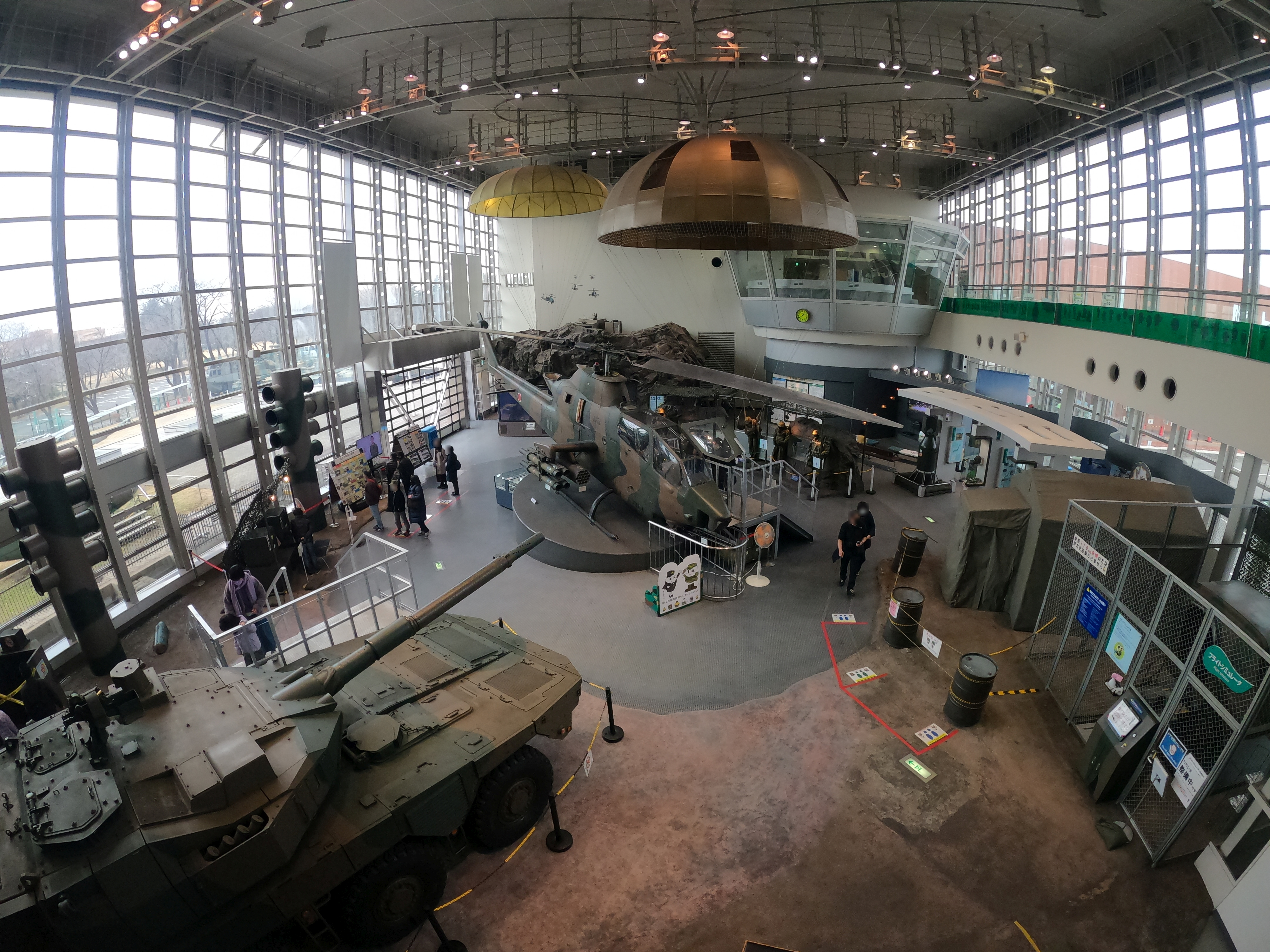
1階屋内展示全景（2022年1月）

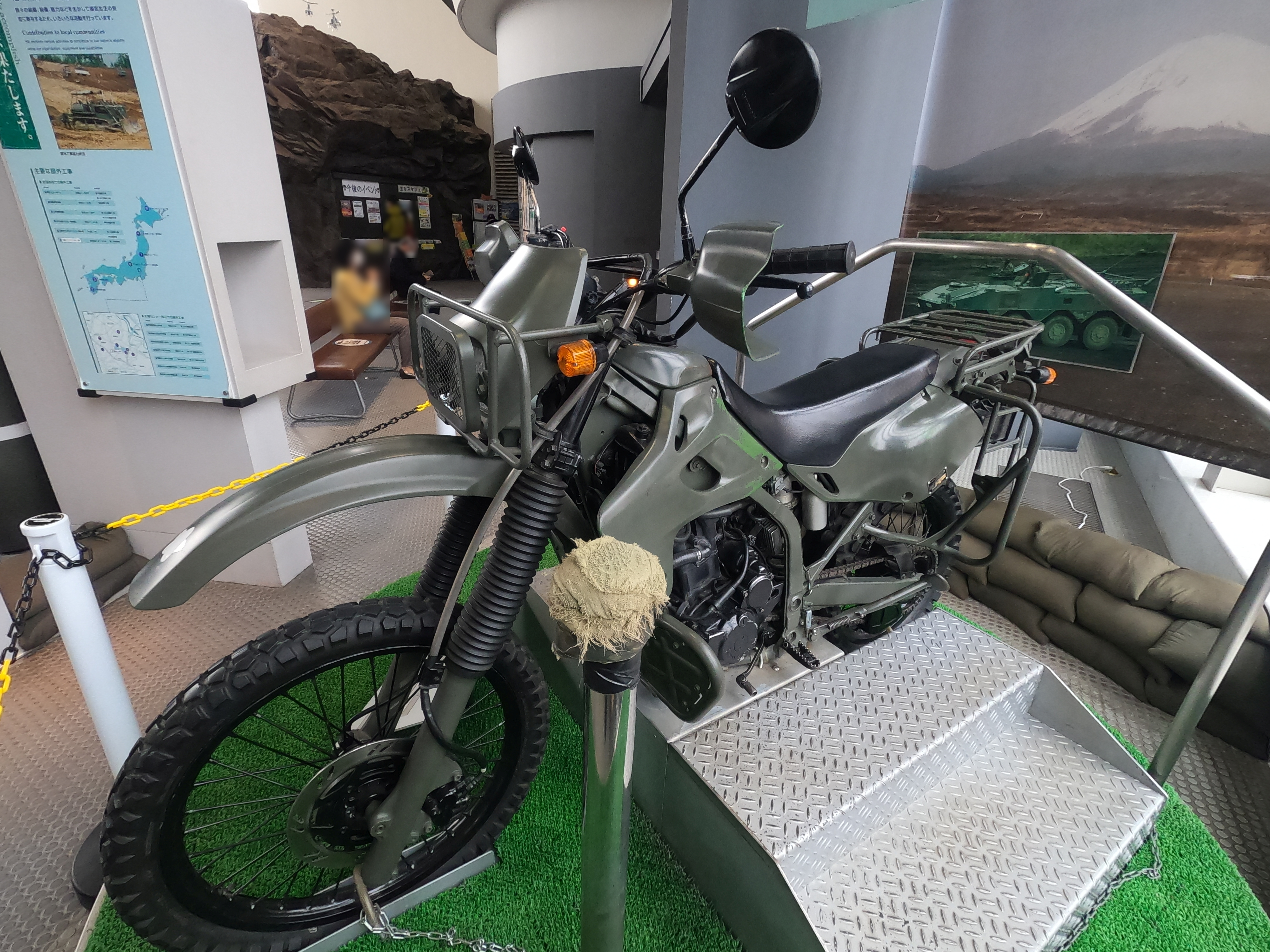
偵察用オートバイ（2022年1月）

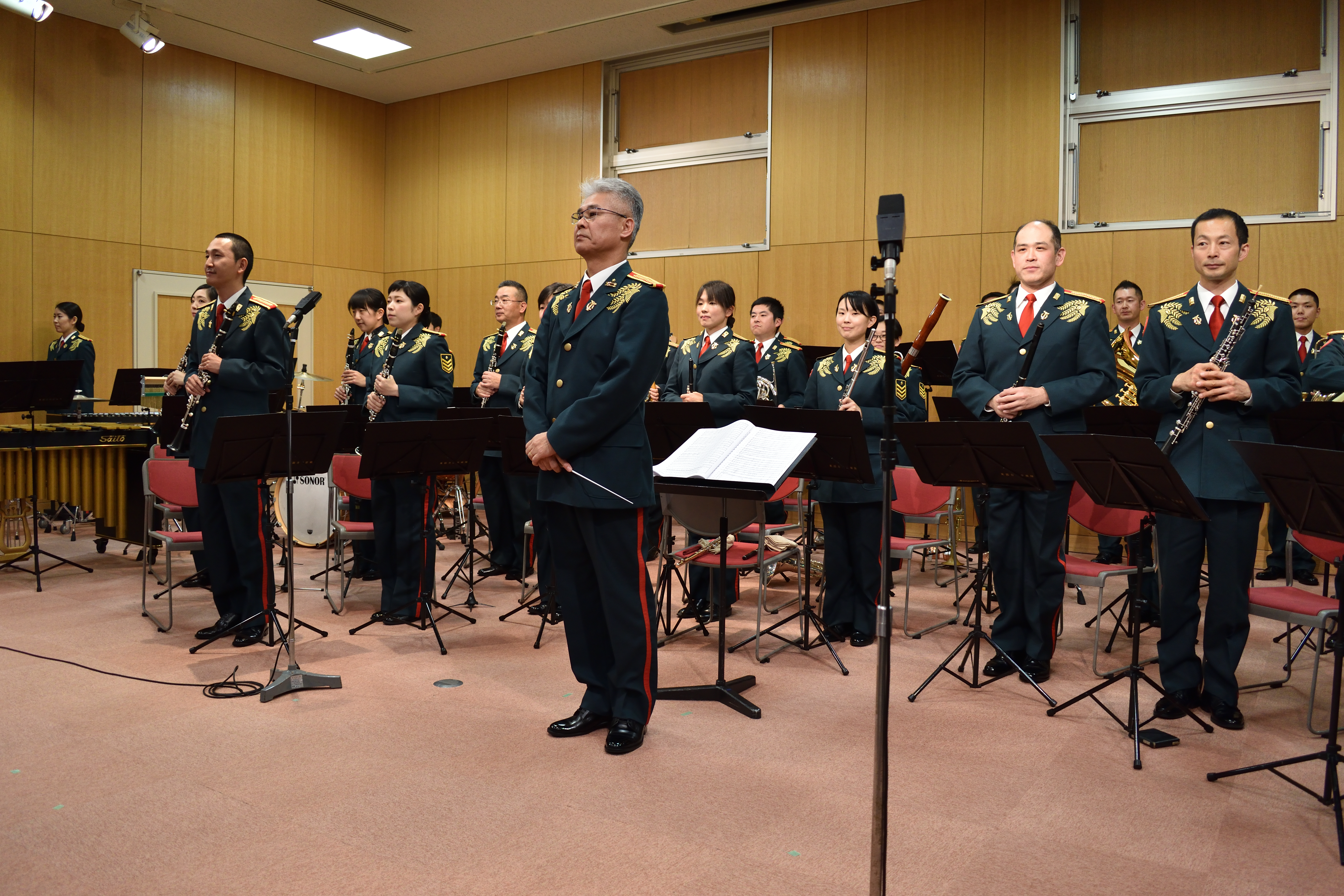
イベントホールでの音楽隊の演奏会

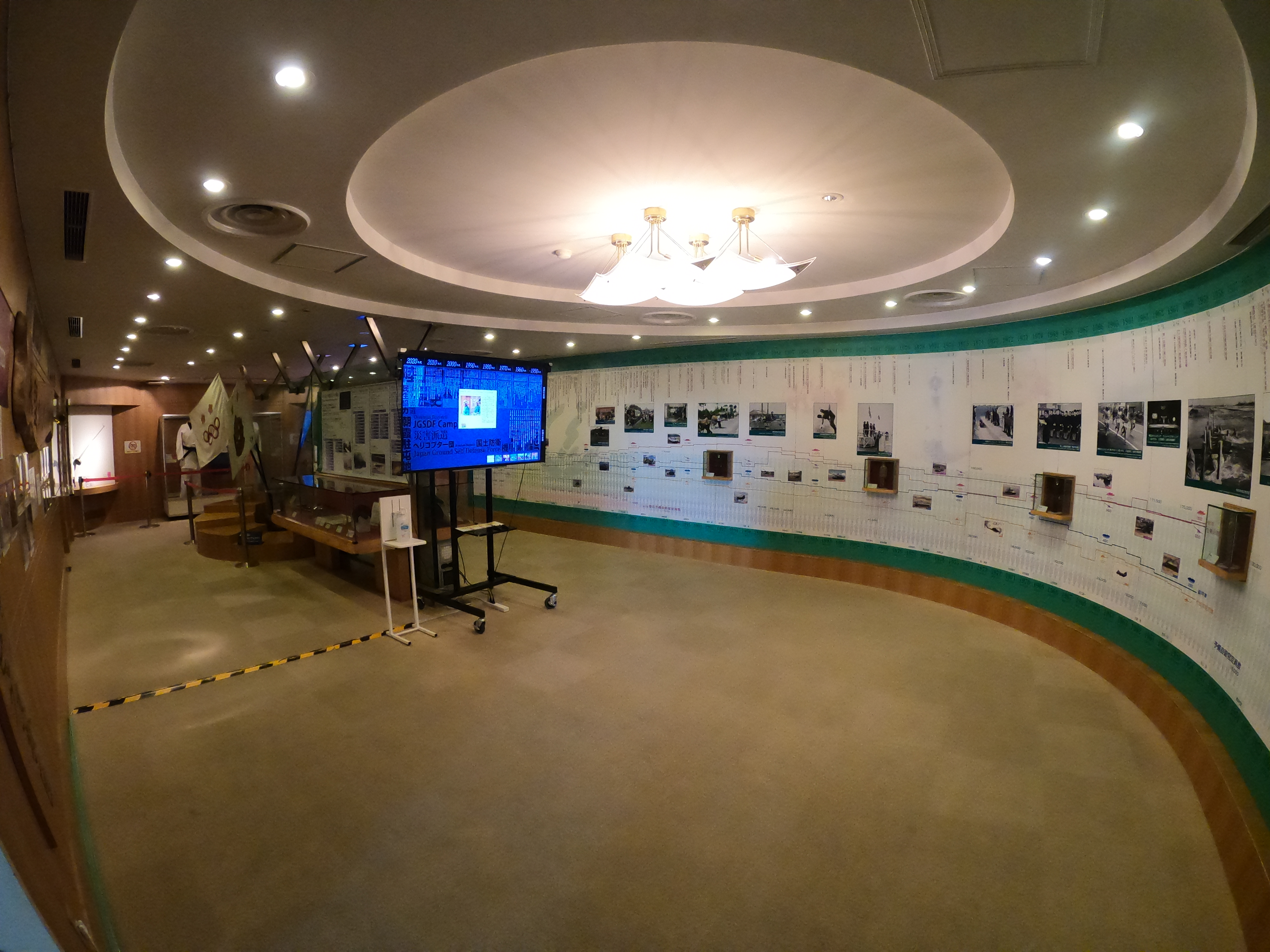
2階展示室（2023年12月）

- AH-1S対戦車ヘリコプター（自衛隊が同機種の配備を始めるにあたって米国から購入した2機のうちの1機）
- 20式5.56mm小銃・89式5.56mm小銃
- 5.56mm機関銃MINIMI
- 74式車載7.62mm機関銃
- 91式携帯地対空誘導弾
- 特別儀じょう服装
- 米軍1トン爆弾（不発弾処理済み）
- フライトシミュレータ（AH-1Sの飛行疑似体験。操縦体験はできず、稼働する座席に座って撮影した映像を見る形式。定員2名）
- 3Dシアター　(陸上自衛隊の活動を紹介する映像を放映)
- 服装体験コーナー（迷彩服が試着可）
- 装備体験コーナー（防弾チョッキ2型や背嚢、空挺傘を装着体験可）
- 射撃シミュレータ（90式戦車とAH-1Sを選択可）
- オープンシアター
- イベントホール

〔2階〕
- 陸上自衛隊の組織や役割及び歴史の展示
- 研修室と会議室

### 屋外展示
- 10式戦車（試作1号車）
- 90式戦車（試作車）[10]
- 74式戦車
- 89式装甲戦闘車（試作車）
- 96式装輪装甲車（試作車）[11]
- 74式自走105mmりゅう弾砲
- 75式自走155mmりゅう弾砲
- 87式自走高射機関砲（試作車）
- 94式水際地雷敷設装置
- 中距離多目的誘導弾（試作品）[12]
- UH-1H（多用途ヘリコプター）

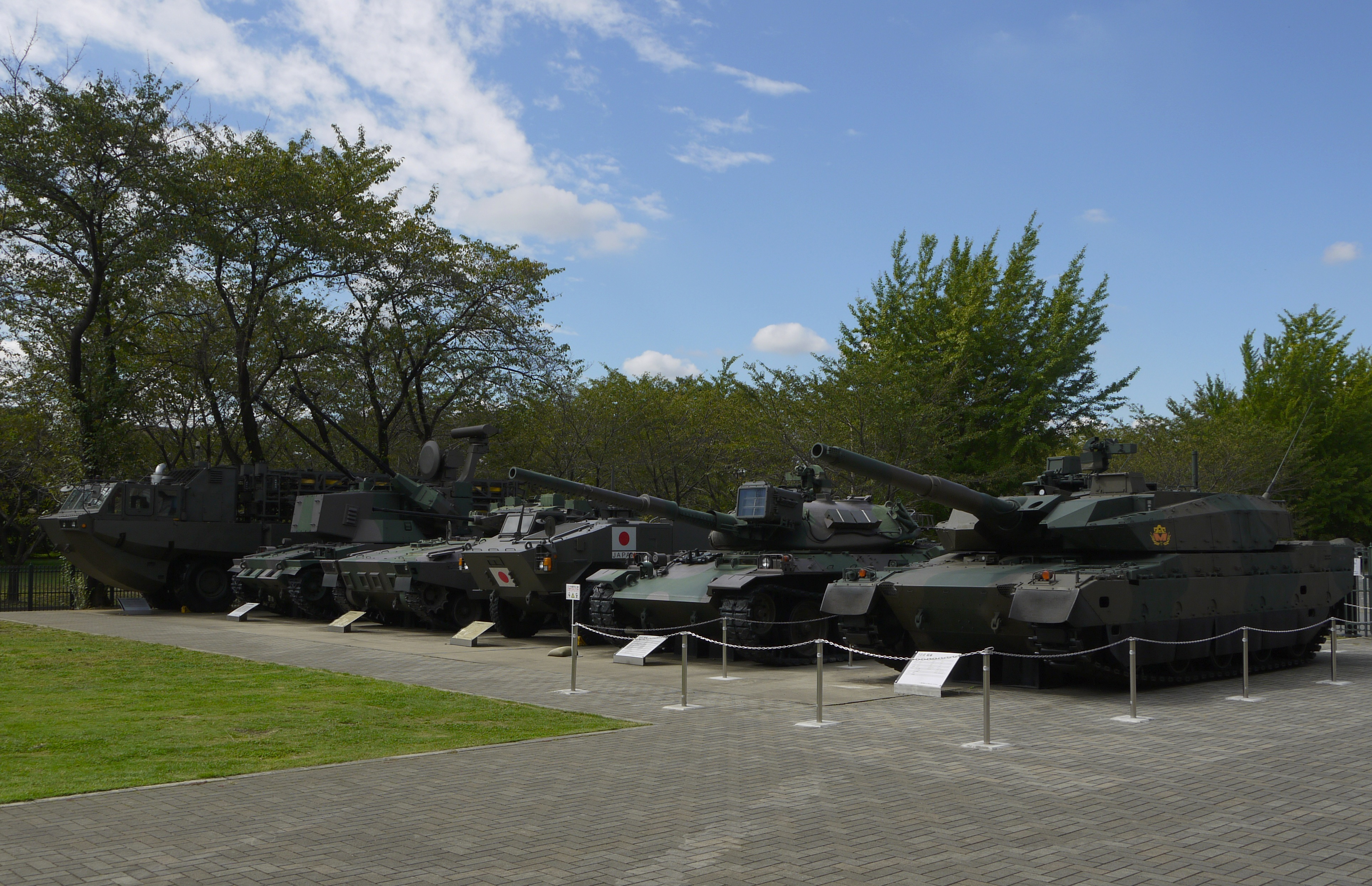
屋外展示風景

- 遠隔操縦観測システム（無人ヘリコプターのみ）
- 地下指揮所
- 軽装甲機動車（試作車）[13](他の屋外展示とは異なり駐車場前のスペースにゲートガードとして展示)
- AAV7(他の屋外展示とは異なり第２駐車場奥のスペースに展示)

### 振武臺記念館

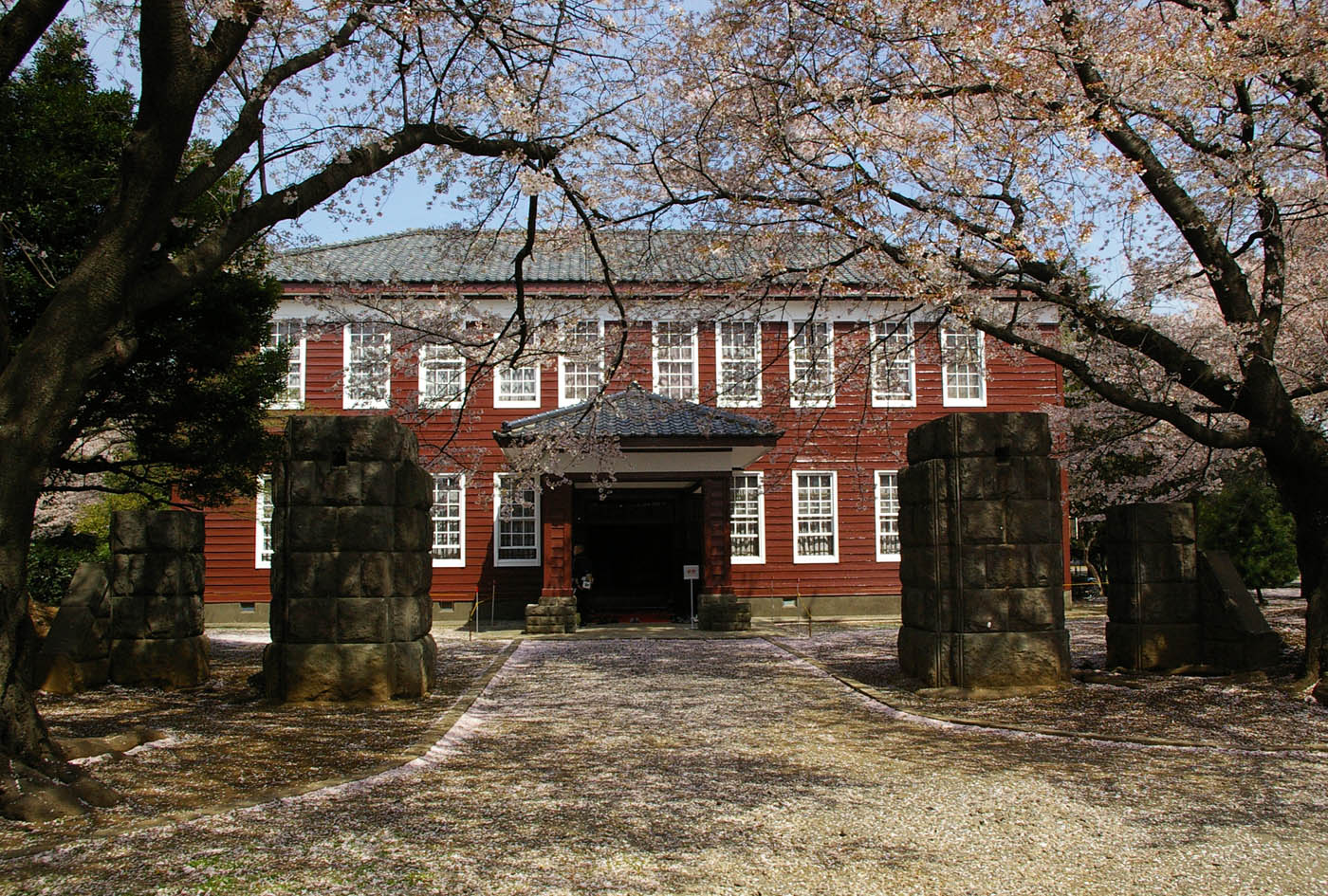
振武臺記念館

現在の朝霞駐屯地に1941年から終戦まで存在した旧陸軍予科士官学校（通称「振武臺（、振武台）」）の史料を展示する記念館。
駐屯地構内で広報センターに隣接しており、広報センターへの事前予約で見学が可能（平日のみ）。

## 詳細
開館時間
09:30〜11:45、13:15〜16:45（入替制）
休館日
月曜日・火曜日（祝日の場合は次の平日）
年末年始
臨時休館日・イベント開催日等は公式ウェブサイトを参照

### 駐車場
- 普通車40台（無料）
- バス5台（無料）
- 臨時駐車場あり
- バイク・原付・自転車用駐輪スペースあり（無料）

### 交通
- 国道254号（川越街道） 朝霞自衛隊交差点
  - 最寄りのインターチェンジは、東京外環自動車道の和光ICである。
- 東武東上線 東京メトロ有楽町線副都心線 和光市駅 南口徒歩約25分
- 東武東上線 朝霞駅
  - 南口2番乗り場
    - 西武バス 大泉学園駅行き 南大通り(朝霞警察署)バス停 徒歩12分
    - 西武バス 第4中学校経由 新座栄・新座営業所行き 栄町5丁目バス停 徒歩10分

  - 南口4番乗り場
    - 朝霞市内循環バスわくわく号 膝折・溝沼線 北朝霞駅前行き 栄町5丁目バス停 徒歩10分
- 西武池袋線大泉学園駅 北口1番乗り場 朝霞駅南口行き 南大通り(朝霞警察署)バス停 徒歩12分

（和光市駅南口から東武バスウエストが「自衛隊朝霞門」行きのバスを運行しているが、朝夕のみで広報センター開館時間帯には運行されていない。）